# Gran Premio motociclistico di Gran Bretagna 2008
Il Gran Premio motociclistico di Gran Bretagna 2008 corso il 22 giugno, è stato l'ottavo Gran Premio della stagione 2008 e ha visto vincere: la Ducati di Casey Stoner in MotoGP, Mika Kallio nella classe 250 e Scott Redding nella classe 125.

## MotoGP

### Qualifiche
| Pos | Nº | Pilota           | Moto     | Tempo    | Distacco |
| --- | -- | ---------------- | -------- | -------- | -------- |
| 1   | 1  | Casey Stoner     | Ducati   | 1'38.232 |          |
| 2   | 46 | Valentino Rossi  | Yamaha   | 1'38.881 | 0.649    |
| 3   | 7  | Chris Vermeulen  | Suzuki   | 1'39.018 | 0.786    |
| 4   | 69 | Nicky Hayden     | Honda    | 1'39.270 | 1.038    |
| 5   | 5  | Colin Edwards    | Yamaha   | 1'39.601 | 1.369    |
| 6   | 4  | Andrea Dovizioso | Honda    | 1'39.783 | 1.551    |
| 7   | 13 | Anthony West     | Kawasaki | 1'39.995 | 1.763    |
| 8   | 11 | Ben Spies        | Suzuki   | 1'40.244 | 2.012    |
| 9   | 2  | Daniel Pedrosa   | Honda    | 1'40.350 | 2.118    |
| 10  | 56 | Shin'ya Nakano   | Honda    | 1'40.417 | 2.185    |
| 11  | 21 | John Hopkins     | Kawasaki | 1'40.539 | 2.307    |
| 12  | 50 | Sylvain Guintoli | Ducati   | 1'40.595 | 2.363    |
| 13  | 15 | Alex De Angelis  | Honda    | 1'40.667 | 2.435    |
| 14  | 14 | Randy de Puniet  | Honda    | 1'41.110 | 2.878    |
| 15  | 33 | Marco Melandri   | Ducati   | 1'41.379 | 3.147    |
| 16  | 52 | James Toseland   | Yamaha   | 1'41.751 | 3.519    |
| 17  | 48 | Jorge Lorenzo    | Yamaha   | 1'41.873 | 3.641    |
| 18  | 24 | Toni Elías       | Ducati   | 1'42.933 | 4.701    |

### Gara

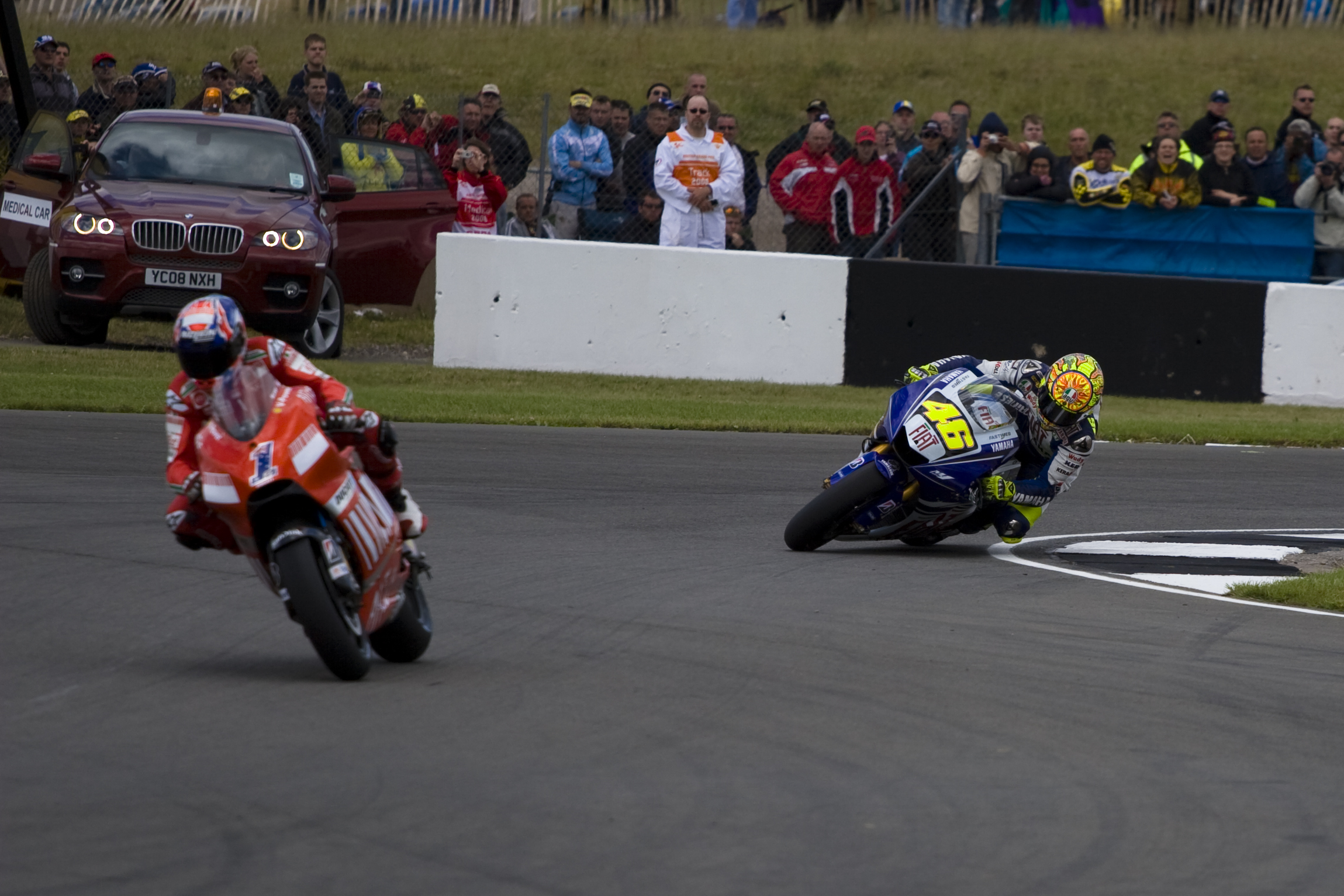
Stoner (primo) e Rossi (secondo) in una fase della gara della classe MotoGP

#### Arrivati al traguardo
| Pos | Nº | Pilota           | Squadra                 | Motocicletta | Giri | Tempo     | Griglia | Punti |
| --- | -- | ---------------- | ----------------------- | ------------ | ---- | --------- | ------- | ----- |
| 1   | 1  | Casey Stoner     | Ducati Marlboro         | Ducati       | 30   | 44:44.982 | 1       | 25    |
| 2   | 46 | Valentino Rossi  | Fiat Yamaha             | Yamaha       | 30   | +5.789    | 2       | 20    |
| 3   | 2  | Daniel Pedrosa   | Repsol Honda            | Honda        | 30   | +8.347    | 9       | 16    |
| 4   | 5  | Colin Edwards    | Tech 3 Yamaha           | Yamaha       | 30   | +12.678   | 5       | 13    |
| 5   | 4  | Andrea Dovizioso | JiR Team Scot           | Honda        | 30   | +14.801   | 6       | 11    |
| 6   | 48 | Jorge Lorenzo    | Fiat Yamaha             | Yamaha       | 30   | +15.690   | 17      | 10    |
| 7   | 69 | Nicky Hayden     | Repsol Honda            | Honda        | 30   | +18.196   | 4       | 9     |
| 8   | 7  | Chris Vermeulen  | Rizla Suzuki            | Suzuki       | 30   | +21.666   | 3       | 8     |
| 9   | 56 | Shin'ya Nakano   | San Carlo Honda Gresini | Honda        | 30   | +29.354   | 10      | 7     |
| 10  | 13 | Anthony West     | Kawasaki Racing         | Kawasaki     | 30   | +41.030   | 7       | 6     |
| 11  | 24 | Toni Elías       | Alice Team              | Ducati       | 30   | +44.426   | 18      | 5     |
| 12  | 14 | Randy de Puniet  | LCR Honda               | Honda        | 30   | +46.199   | 14      | 4     |
| 13  | 50 | Sylvain Guintoli | Alice Team              | Ducati       | 30   | +48.731   | 12      | 3     |
| 14  | 11 | Ben Spies        | Rizla Suzuki            | Suzuki       | 30   | +49.591   | 8       | 2     |
| 15  | 15 | Alex De Angelis  | San Carlo Honda Gresini | Honda        | 30   | +1:22.186 | 13      | 1     |
| 16  | 33 | Marco Melandri   | Ducati Marlboro         | Ducati       | 30   | +1:30.021 | 15      |       |
| 17  | 52 | James Toseland   | Tech 3 Yamaha           | Yamaha       | 29   | +1 giro   | 16      |       |

#### Ritirato
| Nº | Pilota       | Squadra         | Motocicletta | Giri | Griglia |
| -- | ------------ | --------------- | ------------ | ---- | ------- |
| 21 | John Hopkins | Kawasaki Racing | Kawasaki     | 16   | 11      |

## Classe 250

### Arrivati al traguardo
| Pos | Nº | Pilota              | Squadra                    | Motocicletta | Giri | Tempo     | Griglia | Punti |
| --- | -- | ------------------- | -------------------------- | ------------ | ---- | --------- | ------- | ----- |
| 1   | 36 | Mika Kallio         | Red Bull KTM               | KTM          | 27   | 42:14.410 | 14      | 25    |
| 2   | 58 | Marco Simoncelli    | Metis Gilera               | Gilera       | 27   | +0.353    | 2       | 20    |
| 3   | 19 | Álvaro Bautista     | Mapfre Aspar               | Aprilia      | 27   | +1.237    | 1       | 16    |
| 4   | 21 | Héctor Barberá      | Toth Aprilia               | Aprilia      | 27   | +8.875    | 3       | 13    |
| 5   | 12 | Thomas Lüthi        | Emmi - Caffe Latte         | Aprilia      | 27   | +11.359   | 4       | 11    |
| 6   | 4  | Hiroshi Aoyama      | Red Bull KTM               | KTM          | 27   | +16.124   | 6       | 10    |
| 7   | 6  | Alex Debón          | Lotus Aprilia              | Aprilia      | 27   | +16.136   | 11      | 9     |
| 8   | 60 | Julián Simón        | Repsol KTM                 | KTM          | 27   | +18.007   | 7       | 8     |
| 9   | 72 | Yūki Takahashi      | JiR Team Scot              | Honda        | 27   | +33.271   | 5       | 7     |
| 10  | 41 | Aleix Espargaró     | Lotus Aprilia              | Aprilia      | 27   | +49.681   | 8       | 6     |
| 11  | 15 | Roberto Locatelli   | Metis Gilera               | Gilera       | 27   | +52.534   | 13      | 5     |
| 12  | 17 | Karel Abraham       | Cardion AB Motoracing      | Aprilia      | 27   | +55.311   | 16      | 4     |
| 13  | 52 | Lukáš Pešek         | Auto Kelly - CP            | Aprilia      | 27   | +57.399   | 9       | 3     |
| 14  | 54 | Manuel Poggiali     | Campetella Racing          | Gilera       | 27   | +57.641   | 15      | 2     |
| 15  | 55 | Héctor Faubel       | Mapfre Aspar               | Aprilia      | 27   | +1:04.329 | 17      | 1     |
| 16  | 14 | Ratthapark Wilairot | Thai Honda PTT SAG         | Honda        | 27   | +1:06.156 | 18      |       |
| 17  | 32 | Fabrizio Lai        | Campetella Racing          | Gilera       | 27   | +1:15.812 | 10      |       |
| 18  | 7  | Russell Gómez       | Blusens Aprilia            | Aprilia      | 26   | +1 giro   | 22      |       |
| 19  | 45 | Doni Tata Pradita   | Yamaha Pertamina Indonesia | Yamaha       | 26   | +1 giro   | 24      |       |

### Ritirati
| Nº | Pilota         | Squadra         | Motocicletta | Giri | Griglia |
| -- | -------------- | --------------- | ------------ | ---- | ------- |
| 50 | Eugene Laverty | Blusens Aprilia | Aprilia      | 19   | 20      |
| 25 | Alex Baldolini | Matteoni Racing | Aprilia      | 13   | 19      |
| 75 | Mattia Pasini  | Polaris World   | Aprilia      | 12   | 12      |
| 10 | Imre Tóth      | Toth Aprilia    | Aprilia      | 11   | 21      |

### Non partito
| Nº | Pilota       | Squadra        | Motocicletta | Griglia |
| -- | ------------ | -------------- | ------------ | ------- |
| 63 | Toby Markham | BM GroundWorks | Yamaha       | 23      |

## Classe 125
La vittoria va al britannico Scott Redding che precede il francese Mike Di Meglio e lo spagnolo Marc Márquez; per quest'ultimo si tratta del primo podio nel motomondiale.

### Arrivati al traguardo
| Pos | Nº | Pilota              | Squadra                   | Motocicletta | Giri | Tempo     | Griglia | Punti |
| --- | -- | ------------------- | ------------------------- | ------------ | ---- | --------- | ------- | ----- |
| 1   | 45 | Scott Redding       | Blusens Aprilia Junior    | Aprilia      | 25   | 41:39.472 | 4       | 25    |
| 2   | 63 | Mike Di Meglio      | Ajo Motorsport            | Derbi        | 25   | +5.324    | 21      | 20    |
| 3   | 93 | Marc Márquez        | Repsol KTM                | KTM          | 25   | +5.806    | 8       | 16    |
| 4   | 33 | Sergio Gadea        | Bancaja Aspar             | Aprilia      | 25   | +13.990   | 3       | 13    |
| 5   | 24 | Simone Corsi        | Jack & Jones WRB          | Aprilia      | 25   | +16.855   | 1       | 11    |
| 6   | 71 | Tomoyoshi Koyama    | ISPA KTM Aran             | KTM          | 25   | +17.181   | 10      | 10    |
| 7   | 6  | Joan Olivé          | Belson Derbi              | Derbi        | 25   | +18.014   | 15      | 9     |
| 8   | 73 | Takaaki Nakagami    | I.C. Team                 | Aprilia      | 25   | +18.222   | 22      | 8     |
| 9   | 11 | Sandro Cortese      | Emmi - Caffe Latte        | Aprilia      | 25   | +18.404   | 17      | 7     |
| 10  | 38 | Bradley Smith       | Polaris World             | Aprilia      | 25   | +18.891   | 12      | 6     |
| 11  | 12 | Esteve Rabat        | Repsol KTM                | KTM          | 25   | +18.976   | 13      | 5     |
| 12  | 60 | Michael Ranseder    | I.C. Team                 | Aprilia      | 25   | +28.269   | 20      | 4     |
| 13  | 34 | Randy Krummenacher  | Red Bull KTM              | KTM          | 25   | +28.347   | 19      | 3     |
| 14  | 35 | Raffaele De Rosa    | Onde 2000 KTM             | KTM          | 25   | +29.403   | 11      | 2     |
| 15  | 8  | Lorenzo Zanetti     | ISPA KTM Aran             | KTM          | 25   | +35.763   | 24      | 1     |
| 16  | 16 | Jules Cluzel        | Loncin Racing             | Loncin       | 25   | +35.868   | 26      |       |
| 17  | 51 | Stevie Bonsey       | Degraaf Grand Prix        | Aprilia      | 25   | +38.158   | 16      |       |
| 18  | 18 | Nicolás Terol       | Jack & Jones WRB          | Aprilia      | 25   | +42.766   | 7       |       |
| 19  | 77 | Dominique Aegerter  | Ajo Motorsport            | Derbi        | 25   | +42.924   | 27      |       |
| 20  | 27 | Stefano Bianco      | S3+ WTR San Marino        | Aprilia      | 25   | +1:06.296 | 23      |       |
| 21  | 21 | Robin Lässer        | Grizzly Gas Kiefer Racing | Aprilia      | 25   | +1:10.158 | 30      |       |
| 22  | 30 | Pere Tutusaus       | Bancaja Aspar             | Aprilia      | 25   | +1:10.905 | 25      |       |
| 23  | 69 | Louis Rossi         | FFM Honda GP 125          | Honda        | 25   | +1:29.269 | 32      |       |
| 24  | 95 | Robert Mureșan      | Grizzly Gas Kiefer Racing | Aprilia      | 24   | +1 giro   | 31      |       |
| 25  | 56 | Hugo van den Berg   | Degraaf Grand Prix        | Aprilia      | 24   | +1 giro   | 29      |       |
| 26  | 67 | Lee Costello        | Vent-Axia                 | Honda        | 24   | +1 giro   | 37      |       |
| 27  | 19 | Roberto Lacalendola | Matteoni Racing           | Aprilia      | 24   | +1 giro   | 33      |       |

### Ritirati
| Nº | Pilota         | Squadra                      | Motocicletta | Giri | Griglia |
| -- | -------------- | ---------------------------- | ------------ | ---- | ------- |
| 29 | Andrea Iannone | I.C. Team                    | Aprilia      | 19   | 6       |
| 17 | Stefan Bradl   | Grizzly Gas Kiefer Racing    | Aprilia      | 18   | 18      |
| 64 | Matthew Hoyle  | SP 125 Racing/Mackrory Demol | Honda        | 14   | 34      |
| 66 | Connor Behan   | Connor Behan Racing          | Honda        | 14   | 35      |
| 68 | Paul Jordan    | KRP                          | Honda        | 14   | 38      |
| 5  | Alexis Masbou  | Loncin Racing                | Loncin       | 5    | 28      |
| 65 | Luke Hinton    | Buildbase/Knotts             | Honda        | 4    | 36      |
| 1  | Gábor Talmácsi | Bancaja Aspar                | Aprilia      | 1    | 2       |
| 99 | Danny Webb     | Degraaf Grand Prix           | Aprilia      | 0    | 14      |
| 22 | Pablo Nieto    | Onde 2000 KTM                | KTM          | 0    | 9       |

### Non partiti
| Nº | Pilota        | Squadra                | Motocicletta | Griglia |
| -- | ------------- | ---------------------- | ------------ | ------- |
| 44 | Pol Espargaró | Belson Derbi           | Derbi        | 5       |
| 7  | Efrén Vázquez | Blusens Aprilia Junior | Aprilia      |         |